# La Cambre (école)

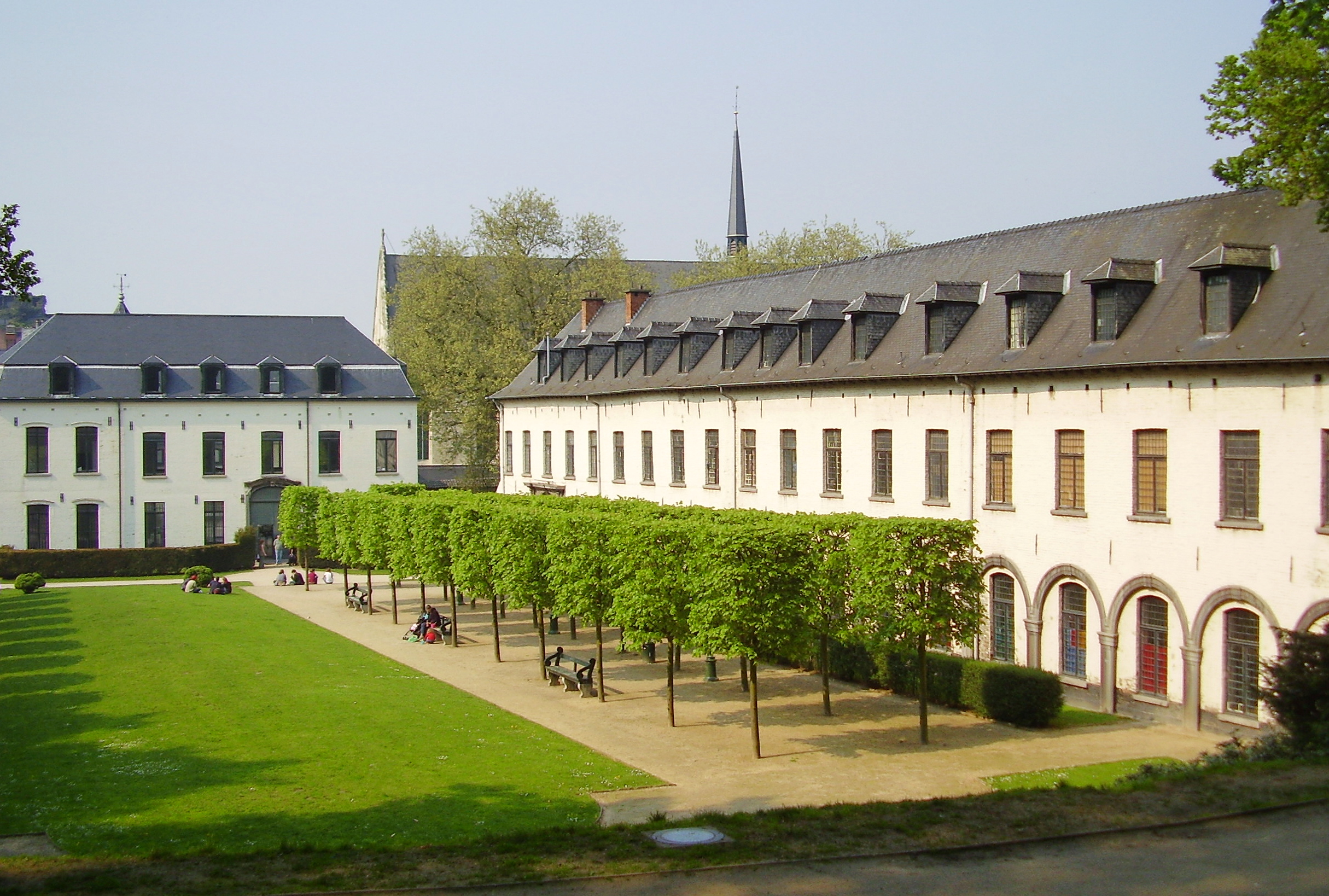
L'entrée principale (à gauche)

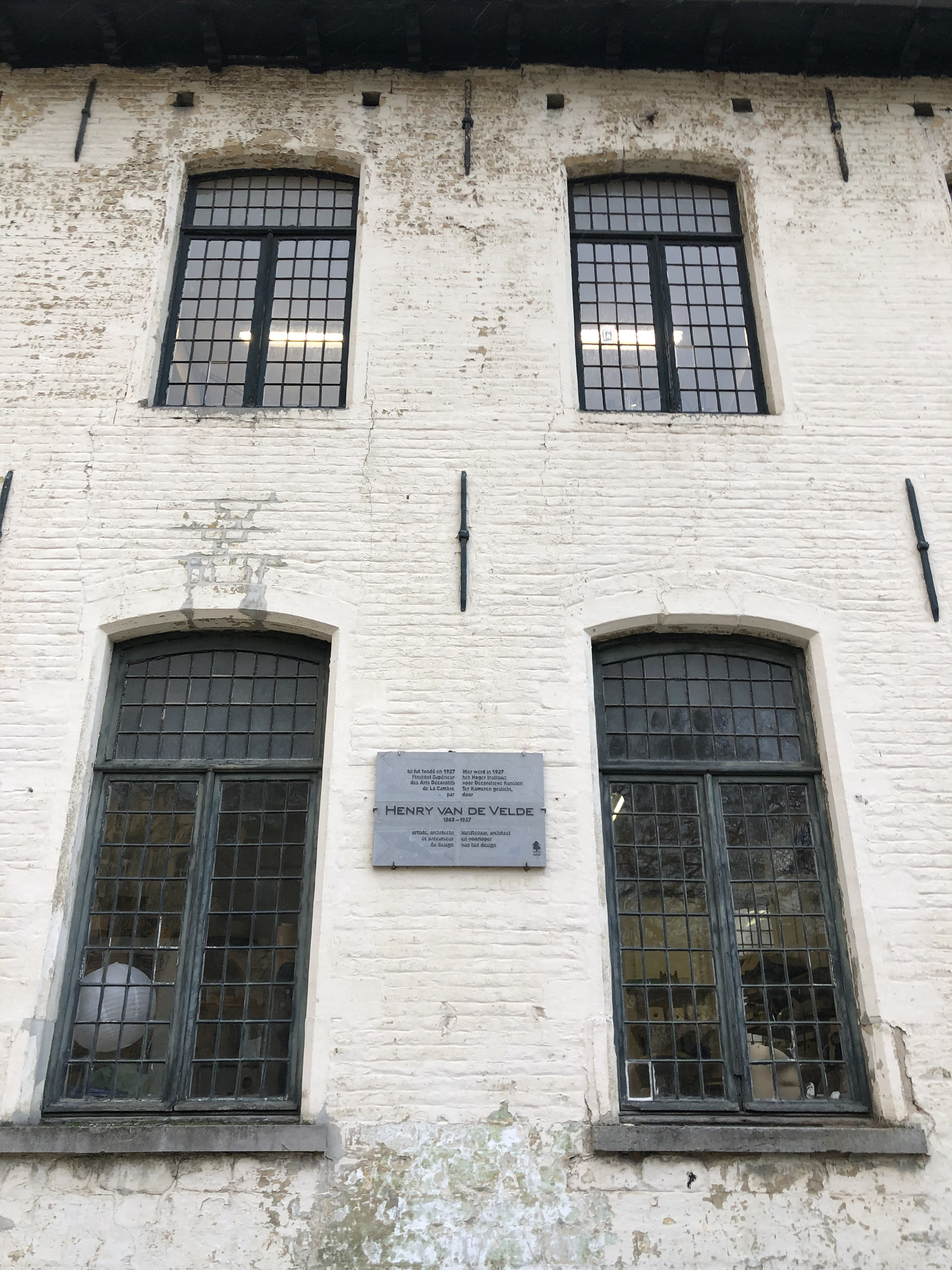
Plaque à Henry Van de Velde

 (janvier 2024).
 (février 2023).
Pour les articles homonymes, voir La Cambre.
L'École nationale supérieure des arts visuels (ENSAV) de La Cambre, ou La Cambre arts visuels, est une école supérieure des arts publique francophone à Bruxelles et l’une des principales écoles d’art et de design de Belgique. Elle a été fondée en 1927 sous l'appellation d'Institut supérieur des arts décoratifs (ISAD) par l'architecte et décorateur Henry Van de Velde.

## Historique

### Fondation
Installé en Allemagne depuis 1901, Henry Van de Velde fonde en 1908 l'Institut des arts décoratifs et industriels de Weimar (de). Après en avoir assuré la direction, il doit démissionner en 1914 pour des raisons liées au conflit de la Première Guerre mondiale, et il s'ensuit la fermeture de l'institution en 1915.
Le 12 avril 1919, Walter Gropius fera renaitre l'institut qui prendra le nom de Staatliches Bauhaus zu Weimar, plus connu en tant que Bauhaus.

Ayant regagné Bruxelles, Henry Van de Velde fonde l'Institut Supérieur des Arts Décoratifs (ISAD) en 1927, en se basant sur les mêmes principes que le Bauhaus. Il restera directeur jusqu'en 1936. Il s'agit la première école artistique ouvrant son cursus aux femmes à Bruxelles.

Les premiers bâtiments accueillant l'institut sont situés au 21, Abbaye de la Cambre. L'école bâtira alors sa réputation autour du nom de La Cambre.
Ainsi, elle sera appelée successivement :
- Institut supérieur des Arts décoratifs (ISAD) de La Cambre ;
- École nationale supérieure d'Architecture et des Arts décoratifs (ENSAAD) de La Cambre ;
- École nationale supérieure d'Architecture et des Arts visuels (ENSAAV) de La Cambre ;
- École nationale supérieure des Arts Visuels (ENSAV) de La Cambre ou « La Cambre Arts Visuels » (depuis 1980).

### Séparation de la section architecture
En 1980, lors de la création des Instituts supérieurs d’architecture, la section architecture se détache de l'ENSAAV de la Cambre pour former l'Institut supérieur d'architecture de la Communauté française La Cambre (ISACF).
La nouvelle école d'architecture s'installe à la place Flagey dans un bâtiment contigu à celui de l'ancien institut national de radiodiffusion (INR).
En parallèle, la section architecture de l'Académie royale des Beaux Arts de Bruxelles sera confrontée à la même évolution : elle déménage sur le campus de la Plaine et, toujours organisée par la Ville de Bruxelles, prend le nom d'Institut supérieur d'architecture Victor Horta (ISAVH).
En avril 2009, le vote d'un décret par le parlement de la Communauté française prévoit l'intégration de tous les Instituts d'architecture de la Communauté Française au sein des universités francophones. En septembre 2009, les deux instituts nés en 1980 fusionnent pour être intégrés à l'Université libre de Bruxelles. Cette nouvelle faculté prend le nom de Faculté d'Architecture de l'Université libre de Bruxelles La Cambre Horta.

## École nationale supérieure des arts visuels de la Cambre

### Situation
La Cambre Arts Visuels est installée à Bruxelles, dans le quartier de l’avenue Louise, à proximité de l’Université libre de Bruxelles et d'autres institutions d’enseignement supérieur[source secondaire souhaitée]. Elle occupe quatre bâtiments dans lesquels se répartissent les ateliers, salles de cours, auditoriums et services de l’école : deux bâtiments (XVIIIe siècle) dans le site de l’ancienne abbaye de la Cambre, l’Hôtel van de Velde (1931) et un immeuble plus récent (1971) situé sur l’avenue Louise.

#### Abbaye de la Cambre 21
Siège social de l’école, le « 21 » est le premier bâtiment occupé par elle à sa création en 1927. L’édifice se compose de cinq ailes organisées autour de plusieurs cours et petits jardins. C’est là que sont localisés la direction et l’administration de l’école, ses services centraux, la bibliothèque, la cafétéria et le restaurant, ainsi qu’un certain nombre d’ateliers, l’imprimerie et le pôle numérique.
Au premier étage se trouve la salle de conférence et de spectacle, l'Auditoire Léon Stynen du nom de cet ancien directeur de l’école, architecte, à qui l’on doit l’aménagement actuel de la salle.

#### Abbaye de la Cambre 14
Le « 14 » est organisé autour d’une vaste cour couverte, le Patio, aménagé dans les années 1980. 
Le Patio distribue l’atelier technique, le Fablac (fablab de l'école), la salle de plâtre et la Projectroom de l’atelier de sculpture, ainsi qu’un certain nombre d’ateliers répartis sur deux étages. Il accueille régulièrement des événements et des rassemblements, formels et informels : expositions, installations, conférences et rencontres, réceptions, etc.

#### Les jardins
L’abbaye de La Cambre est construite dans un vallon proche de la forêt de Soignes – un vallon qui s’étend aujourd’hui en contrebas de l’avenue Louise. Ses jardins en terrasses contribuent à la qualité exceptionnelle du site de l’école.

#### Hôtel van de Velde (ancienne Maison De Bodt)
Cet hôtel de maître, construit par l’architecte Henry van de Velde à quelque 500 mètres de l’Abbaye de La Cambre, fait face à l’Université libre de Bruxelles. Outre la salle d’exposition et un studio de tournage situés au rez-de-chaussée, le bâtiment abrite l'option Cinéma d’animation et des cours artistiques communs. 

#### 427 avenue Louise
Cet immeuble de 13 étages surplombe les jardins de l’abbaye de La Cambre. Organisé en plateaux superposés, il abrite plusieurs ateliers, les auditoires Joseph Noiret et Herman Teirlinck, des salles de cours, le Studiolo (espace polyvalent partagé par 4 options) et une petite cafétéria. Un studio de prise de vues est aménagé au rez-de-chaussée de l’immeuble avec accès direct au parking. Depuis 2011, La Cambre dispose également d’un espace en vitrine (425, avenue Louise) qui abrite workshops, jurys, installations, expositions, etc.[source secondaire souhaitée]

### Admission
L’entrée au premier cycle est soumise à la réussite d’une épreuve d’admission qui se déroule fin août de chaque année. Cette épreuve se déroule en trois parties :
- épreuve spécifique à l’option choisie, comprenant différents exercices pratiques, un ou plusieurs entretiens individuels et la présentation d’éventuels travaux antérieurs ;
- questionnaire de motivation culturelle commun à tous les candidats ;
- épreuve de dessin commune à tous les candidats.

Les études sont organisées en 5 ans et réparties sur 2 cycles : grade de Bachelier et grade de Master. L’école propose également la formation post-diplôme de l’Agrégation – pour ceux qui se destinent à l’enseignement de l’art – et prépare au Doctorat en art et sciences de l’art co-organisé avec l’université. Hors cursus, elle organise une « classe propédeutique » destinée aux élèves de dernière année de l’enseignement secondaire qui souhaitent entreprendre des études supérieures dans une école d’art. La provenance des élèves de La Cambre Arts Visuels se répartit principalement entre la France, la Belgique, différents pays d'Asie ainsi que d'Europe de l'Est et du Sud.

### Formations proposées
L'école compte près de 800 étudiants répartis dans 20 départements ou options artistiques :
- Architecture d'intérieur
- Céramique
- Cinéma d'animation
- Communication visuelle et graphique
- Conservation, restauration des œuvres d'art
- Design du livre et du papier
- Design industriel
- Design textile
- Dessin
- Espace urbain
- Gravure et image imprimée
- Peinture
- Photographie
- Scénographie
- Sculpture
- Stylisme et création de mode
- Typographie
- Accessoires (Master uniquement)
- Textes et création littéraire (Master uniquement)
- Danse et pratiques chorégraphiques (Master uniquement)

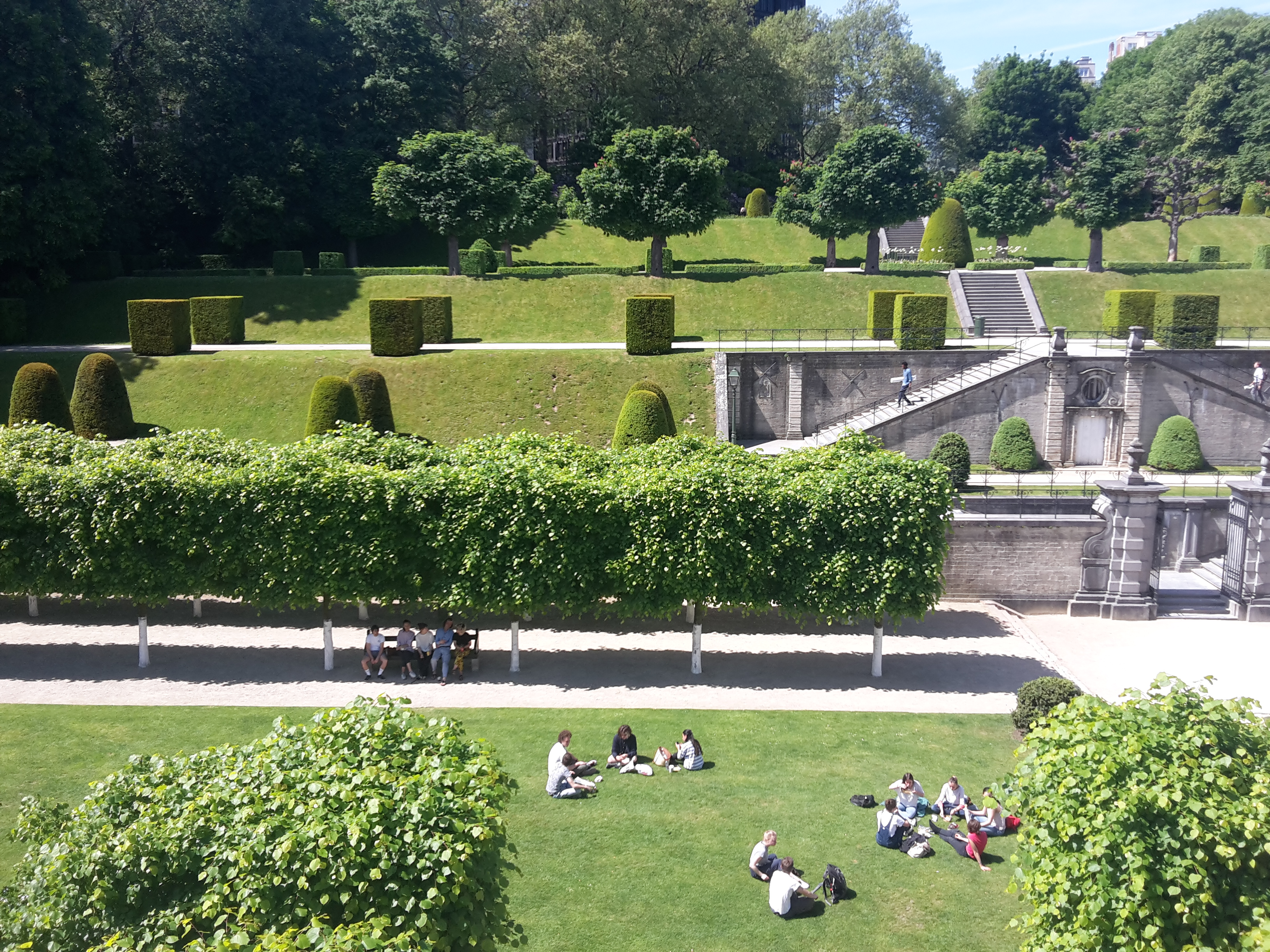
Jardins de la Cambre vus depuis l'atelier de sérigraphie de l'école.

## Liste des directeurs successifs
- 1927-1936 Henry Van de Velde
- 1936-1950 Herman Teirlinck (poète et dramaturge)
- 1950-1964 Léon Stynen (architecte)
- 1965-1979 Robert-Louis Delevoy (historien de l'art)
- 1980-1992 Joseph Noiret (écrivain)
- 1992-2002 France Borel (historienne de l’art)
- 2003-2017 Caroline Mierop (architecte urbaniste)
- 2017-  Benoît Hennaut[5](romaniste, docteur ès Lettres), né à Tournai[6] le 8 août 1977.

### Liste d'anciens élèves
Liste d'anciens élèves de l'école